# Ángel Alejandro García
Ángel Alejandro García (San Cosme, Corrientes, 26 de febrero de 1992) es un futbolista argentino que se desempeña como lateral izquierdo en el Salto Fútbol Club, de la Primera División Amateur de Uruguay.

## Trayectoria

### Racing Club
Debutó profesionalmente el 26 de febrero de 2013, en la derrota de su equipo por 2 a 0 en el clásico contra Independiente por el Torneo Final 2013. El 14 de diciembre de 2014 se corona campeón con Racing Club tras 13 años de espera, sin jugar un solo partido, pero quedando en la historia del club.

### Los Andes
Luego de salir campeón con Racing, Diego Cocca le comunica que no sería tenido en cuenta y firma para Los Andes, recién ascendido a la Primera B Nacional. Luego de jugar solamente 2 partidos vuelve a Racing luego de que finalizara su cesión.

### Vuelta a Racing
En 2016 vuelve a La Academia, donde juego algunos partidos

### Estudiantes de Buenos Aires
A mediados de 2017, pasó a formar parte de la plantilla de Estudiantes de Buenos Aires al no tener continuidad en Racing.

## Clubes
| Club               | País      | Año         |
| ------------------ | --------- | ----------- |
| Racing Club        | Argentina | 2013-2015   |
| Los Andes          | Argentina | 2015        |
| Racing Club        | Argentina | 2016        |
| Estudiantes (BA)   | Argentina | 2017 - 2020 |
| Los Andes          | Argentina | 2020 - 2022 |
| J.J. Urquiza       | Argentina | 2022 - 2023 |
| Argentino de Merlo | Argentina | 2023 - 2024 |
| Salto Fútbol Club  | Uruguay   | 2024 - Act. |

## Estadísticas
- Actualizado a 2017

| Club                                                                         | Temporada           | Div.                | Liga  | Liga  | Liga   | Copas Nacionales(1) | Copas Nacionales(1) | Copas Nacionales(1) | Copas Internacionales(2) | Copas Internacionales(2) | Copas Internacionales(2) | Total | Total | Total  |
| Club                                                                         | Temporada           | Div.                | Part. | Goles | Asist. | Part.               | Goles               | Asist.              | Part.                    | Goles                    | Asist.                   | Part. | Goles | Asist. |
| ---------------------------------------------------------------------------- | ------------------- | ------------------- | ----- | ----- | ------ | ------------------- | ------------------- | ------------------- | ------------------------ | ------------------------ | ------------------------ | ----- | ----- | ------ |
| Racing Club Argentina                                                        | 2012-13             | 1.ª                 | 6     | 0     | 0      | 0                   | 0                   | 0                   | 0                        | 0                        | 0                        | 6     | 0     | 0      |
| Racing Club Argentina                                                        | 2013-14             | 1.ª                 | 2     | 0     | 0      | 0                   | 0                   | 0                   | 0                        | 0                        | 0                        | 2     | 0     | 0      |
| Racing Club Argentina                                                        | 2014                | 1.ª                 | 0     | 0     | 0      | 0                   | 0                   | 0                   | -                        | -                        | -                        | 0     | 0     | 0      |
| Racing Club Argentina                                                        | Total               | Total               | 8     | 0     | 0      | 0                   | 0                   | 0                   | -                        | -                        | -                        | 8     | 0     | 0      |
| Los Andes Argentina                                                          | 2015                | 2.ª                 | 11    | 0     | 0      | 1                   | 0                   | 0                   | -                        | -                        | -                        | 12    | 0     | 0      |
| Los Andes Argentina                                                          | Total               | Total               | 11    | 0     | 0      | 1                   | 0                   | 0                   | -                        | -                        | -                        | 12    | 0     | 0      |
| Racing Club Argentina                                                        | 2016                | 1.ª                 | 0     | 0     | 0      | 0                   | 0                   | 0                   | 0                        | 0                        | 0                        | 0     | 0     | 0      |
| Racing Club Argentina                                                        | 2016-17             | 1.ª                 | 0     | 0     | 0      | 0                   | 0                   | 0                   | 0                        | 0                        | 0                        | 0     | 0     | 0      |
| Racing Club Argentina                                                        | Total               | Total               | 0     | 0     | 0      | 0                   | 0                   | 0                   | -                        | -                        | -                        | 0     | 0     | 0      |
| Estudiantes (BA) Argentina                                                   | 2017-18             | 3.ª                 | 0     | 0     | 0      | 0                   | 0                   | 0                   | -                        | -                        | -                        | 0     | 0     | 0      |
| Estudiantes (BA) Argentina                                                   | Total               | Total               | 11    | 0     | 0      | 0                   | 0                   | 0                   | -                        | -                        | -                        | 0     | 0     | 0      |
| Total en su carrera                                                          | Total en su carrera | Total en su carrera | 19    | 0     | 0      | 1                   | 0                   | 0                   | 0                        | 0                        | 0                        | 20    | 0     | 0      |
| (1)Incluye Copa Argentina. (2)Incluye Copa Sudamericana y Copa Libertadores. |                     |                     |       |       |        |                     |                     |                     |                          |                          |                          |       |       |        |

## Palmarés

### Campeonatos nacionales
| Título                        | Club        | País      | Año  |
| ----------------------------- | ----------- | --------- | ---- |
| Primera División de Argentina | Racing Club | Argentina | 2014 |